# Jiefang
Der Stadtbezirk Jiefang (chinesisch 解放区, Pinyin Jiěfàng Qū) gehört zum Verwaltungsgebiet der bezirksfreien Stadt Jiaozuo in der chinesischen Provinz Henan. 
Er hat eine Fläche von 61,69 km² und zählt 305.000 Einwohner (Stand: Ende 2018). 
Auf Gemeindeebene setzt sich der Stadtbezirk aus neun Straßenvierteln zusammen. 